# Hans Schnoor

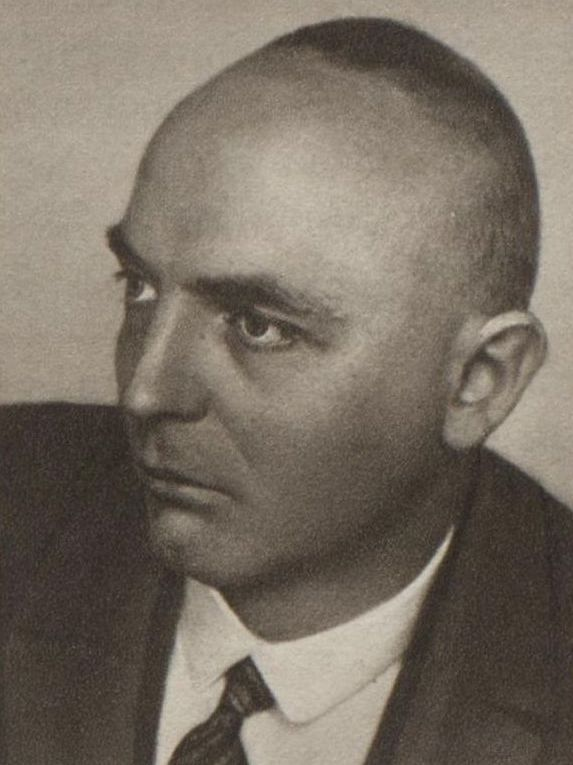
Hans Schnoor, um 1930, fotografiert von Hugo Erfurth

Hans Schnoor (* 4. Oktober 1893 in Neumünster; † 15. Januar 1976 in Bielefeld) war ein deutscher Musikwissenschaftler, Journalist  und Musikkritiker. In den späten 1950er Jahren erregte er durch seinen Verriss von Arnold Schönbergs Überlebendem aus Warschau mediale Aufmerksamkeit.

## Leben und Wirken

### Werdegang
Hans Schnoor war der Sohn eines Studienrats. Nach einem musikwissenschaftlichen Studium in Leipzig bei Hugo Riemann und Karl Straube und der Promotion zum Dr. phil. bei Arnold Schering war Schnoor zunächst Musikredakteur bei der Leipziger Freien Presse. Seit Januar 1922 war er Leiter des Feuilletons und Musikredakteur der Dresdner Neuesten Nachrichten, bevor er als Redakteur zum Leipziger Tageblatt wechselte. 1926 kehrte Schnoor nach Dresden zurück und war bis 1945 Musikredakteur des Dresdner Anzeigers und daneben Dozent an der Musikhochschule Dresden. Während dieser Zeit lernte er unter anderem Richard Strauss und Hans Pfitzner persönlich kennen.
Neben seiner Tätigkeit als Musikredakteur betätigte sich Schnoor seit 1919 als Autor musikwissenschaftlicher Bücher. 1926 publizierte er beispielsweise Musik der germanischen Völker im XIX. und XX. Jahrhundert.

### Zeit des Nationalsozialismus
Bereits seit 1. Mai 1932 war Schnoor Mitglied der NSDAP (Mitgliedsnummer 1.131.053). Nach der „Machtergreifung“ der Nationalsozialisten gehörte er zusätzlich der Deutschen Arbeitsfront und der Nationalsozialistischen Volkswohlfahrt an und verfasste Musikkritiken im Sinne der nationalsozialistischen Ideologie. Im April 1933 lud er als Vorsitzender der Ortsgruppe Dresden des Kampfbunds für deutsche Kultur verschiedene Musikkritiker zu einer Tagung mit Referaten über die Oper im "Dritten Reich" ein.
In der Neuauflage seines Konzertführers Oratorien und weltliche Chorwerke schrieb er 1939: „Das neue geistige Deutschland mit seinen bewegenden Gedanken: Volk und Führer, Heimat, Blut und Boden, Rasse, Mythos, Heldengeschichte, Ethos der Arbeit, Gemeinschaft aller schaffenden Volksgenossen trägt in sich die alte metaphysische Sehnsucht nach künstlerischer Idealisierung seiner höchsten Anschauungsgüter“.
Dass Schnoor nicht nur ein strammer Nationalsozialist war, sondern auch ein glühender Antisemit, zeigt exemplarisch eine Rezension über die Neuausgabe des Riemann Musiklexikon durch den Nationalsozialisten Joseph Müller-Blattau, die Schnoor nicht weit genug ging:
„Wie stark Riemanns Anschauungen seit 1919, seinem Todesjahre, mit jüdischer Fixigkeit umgebogen worden sind, davon brachten die Einsteinschen Neuausgaben in zahllosen Artikeln erdrückende Beweise; vielfach glich das Lexikon einem jüdischen Ruhmestempel. Man hätte nun, nachdem im Reiche Adolf Hitlers die letztmögliche Trennung zwischen Nichtjüdisch und Jüdisch im Bereiche des kulturellen, geistigen und wissenschaftlichen Lebens durchgeführt ist, auch im neuen Riemann eine entsprechend radikale Abwendung von der Editionspraxis eines Einstein erwarten können. Was aber geschah? Das ganze Judentum, das sich in den letzten Jahrzehnten in unsere Kultur eingenistet hatte, ist mit ausführlichen Würdigungen bedacht. […] So steht ein Herr Adolf Aber als ‚DJ‘ lies Deutscher Jude (!) in dem neuen Riemann. Dieser ‚deutsche‘ Jude, früherer Leipziger Kritiker, jetziger Londoner Großgeschäftemacher in Musik, ist mit seinen sämtlichen ‚Verdiensten‘ aufgeführt, obschon selbst die verjudete musikwissenschaftliche Zunft der Systemzeit bereits die Kläglichkeit seiner Veröffentlichungen, beispielsweise seines ‚Handbuchs der Musikliteratur‘, festgestellt hatte; obwohl dieser üble wissenschaftliche Hochstapler von Alfred Heuß längst vor 1933 moralisch vernichtet war und nur von einem sturen Zeitungsverleger aus ‚Prestige‘-Gründen gehalten wurde.“
Er schrieb für die NS-Zeitschrift Musik im Kriege.

### Nachkriegszeit
Nach dem Zweiten Weltkrieg blieb Schnoor bis 1948 in der SBZ und konnte dort noch ein Buch zum 400-jährigen Jubiläum der Sächsischen Staatskapelle Dresden publizieren. 1949 zog er nach Bielefeld, wo er Musikkritiker beim Westfalenblatt wurde.
Laut Fred K. Prieberg schrieb Schnoor weiterhin Kritiken „mit antisemitischem Unterton und dem Vokabular des NS-Journalismus von ehedem.“ Gleiches ließ sich auch über mehrere musikwissenschaftliche, an ein breites Publikum gerichtete Bücher sagen, die Schnoor meist im C. Bertelsmann Verlag publizierte. In seinem erstmals 1955 erschienenen Nachschlagewerk Oper Operette Konzert schrieb Schnoor über den jüdischen Komponisten Giacomo Meyerbeer, dass diesem klassische Ideale der Musik und Kunst dem Wesen nach fremd gewesen seien und er Musik vor allem als Geschäft verstanden habe. Damit griff er antisemitische Ressentiments auf, mit denen auch Richard Wagner Meyerbeer und anderen jüdischen Komponisten begegnet war.

### Schönberg-Skandal 1956
Als Kritiker entfachte Schnoor im Juni 1956 einen Medienskandal, nachdem er Arnold Schönbergs Holocaust-Melodram Ein Überlebender aus Warschau im Westfalenblatt bei einer Programmankündigung mit folgenden Worten verrissen hatte: „jenes widerwärtige Stück, das auf jeden anständigen Deutschen wie eine Verhöhnung wirken muss. Um das Maß der herausfordernden Unanständigkeit vollzumachen, hat der Dirigent dieser Sendung, Hermann Scherchen (wer sonst?) neben den Haßgesang des Schönberg Beethovens Musik zu Goethes Egmont gestellt. Wie lange soll das noch so weitergehen?“
Wenige Tage später nahm Schnoor als Korreferent von Winfried Zillig an einer Tagung der Evangelischen Akademie für Rundfunk und Fernsehen in Arnoldshain im Taunus teil, bei der die Einrichtung eines Kulturprogramms im Hörfunk („Drittes Programm“) auf der Tagesordnung stand. Bei seinem Referat zum „Platz der Neuen Musik“ stellte Zillig das Werk seines Lehrers Schönberg vor und zitierte zum Schluss aus dem Artikel seines Korreferenten. Zillig verweigerte eine Diskussion mit Schnoor und verließ den Saal. Zur Rede gestellt, gab Schnoor eine halbherzige Erklärung ab. Bereits zwei Tage später erschien in der FAZ ein vierspaltiger Artikel von Walter Dirks über die Tagung, „Bericht über ein Scherbengericht“, der sich ausschließlich mit dem Fall Schnoor beschäftigte. Dirks brachte in dem Artikel ein weiteres Zitat aus Schnoors Kolumne „Wir und der Funk“ vom 29. Oktober 1955, wo Schnoor die angebliche Tyrannei der Re-Emigranten in den deutschen Funkhäusern angeprangert hatte und damit schloss: „Man wird bald soweit sein, daß man offener und präziser über alle diese Dinge reden kann. Es wird einen Aufstand geben – nicht der Massen, sondern der Besten.“ Dirks warf Schnoor bei dessen Ablehnung der Neuen Musik einen „antisemitischen Nationalismus“ und nationalsozialistisches Gedankengut vor, gekoppelt mit der Frage, ob hier nicht gegen geltende Gesetze verstoßen werde.
Nachdem sich auch Theodor W. Adorno in die Debatte eingeschaltet hatte, wurden weitere Details bekannt. So hatte Schnoor Adorno in mehreren Kritiken als Verursacher der „Frankfurter Vergiftung“ des WDR bezeichnet und ihn dabei mit seinem abgelegten Namen „Wiesengrund“ benannt.
Nachdem ihm der Musikwissenschaftler Fred K. Prieberg in einer polemischen Sendung des SWF Baden-Baden unter anderem „nationalsozialistische Musikkritik“ vorgeworfen hatte, strengte Schnoor, unterstützt von seinem Verleger Hermann Stumpf, eine Privatklage an. Diese Klage wurde in erster Instanz mit der Begründung abgewiesen, dass Schnoor es sich gefallen lassen müsse, „dass seine groben Angriffe in gleicher Weise erwidert werden.“
Eine Beschwerde Schnoors in der nächsten Instanz wurde erneut zurückgewiesen. Beim Gerichtsurteil wurde Prieberg nach § 193 StGB das Recht auf freie Meinungsäußerung zugebilligt und die Behauptung in Priebergs Südwestfunk-Sendung, dass Schnoors Stil an die Ausdrucksweise des „Schwarzen Korps“ erinnere, als Tatsachenfeststellung bestätigt.
1958 trat Schnoor als Redakteur in den Ruhestand, schrieb aber weiterhin musikgeschichtliche Werke. Anfang 1962 publizierte er das teilweise autobiographische Buch Harmonie und Chaos. Musik der Gegenwart, in dem er keinen Hehl aus seiner Abneigung gegen die Neue Musik machte und unter anderem Strawinski verriss, stattdessen aber Richard Strauss und Hans Pfitzner als die bedeutendsten Komponisten des 20. Jahrhunderts herausstellte. Den Schönberg-Skandal von 1956 bezeichnete er als eine „Welle rufmörderischer Aktionen“ gegen seine Person.

## Schriftlicher Nachlass
Ein Teil des Nachlasses mit vermutlich sämtlich im Westfalen-Blatt veröffentlichten Artikeln befindet sich unter der Signatur 200,63 im Stadtarchiv Bielefeld. Darunter auch eine mehrteilige Artikelserie aus dem Jahr 1955 über die von Schnoor als Augenzeuge miterlebte Bombardierung Dresdens in der Nacht des 13. Februar 1945.

## Publikationen (Auswahl)

### Schriften
- 1919 Das Buxheimer Orgelbuch, ein Beitrag zur deutschen Orgelgeschichte des 15. Jahrhunderts
- 1926 Musik der germanischen Völker im XIX. und XX. Jahrhundert, Verlag Ferdinand Hirt, Breslau
- 1932 Führer durch den Konzertsaal. Vokalmusik. Band 2, Oratorien und weltliche Chorwerke 5. Auflage, Breitkopf & Härtel Leipzig
- 1937 Barnabás von Géczy. Aufstieg e. Kunst. Rhapsodie in 10 Sätzen, Zeichnungen von Hugo Lange, Güntz-Verlag Dresden
- 1942 Weber auf dem Welttheater. Ein Freischützbuch, Deutscher Literatur-Verlag Dresden
- 1948 Dresden, vierhundert Jahre deutsche Musikkultur. Zum Jubiläum der Staatskapelle und zur Geschichte der Dresdner Oper, Dresdener Verlagsgesellschaft
- 1951 Klänge und Gestalten. Ein Wegweiser zur lebendigen Musik für Konzertfreunde und Funkhörer, Schneekluth Darmstadt
- 1953 Geschichte der Musik, Bertelsmann Gütersloh
- 1953 Weber. Gestalt u. Schöpfung, Verlag der Kunst Dresden
- 1955 Oper, Operette, Konzert. Ein praktisches Nachschlagbuch für Theater- und Konzertbesucher, für Rundfunkhörer und Schallplattenfreunde[21] (ungekürzte Lizenzausgabe 1969 unter dem Titel: rororo Musikführer. Oper, Operette, Musical, Konzert, Rowohlt Taschenbuchverlag GmbH, Reinbek bei Hamburg)
- 1960 Welt der Tonkunst. Eine Einführung in die Musikkunde, Bertelsmann, Gütersloh
- 1962 Harmonie und Chaos. Musik der Gegenwart, Lehmann-Verlag München
- 1968 Die Stunde des Rosenkavalier. 300 Jahre Dresdner Oper, Süddeutscher Verlag München
- 1969 Kreis Wiedenbrück. Musik und Theater ohne eigenes Dach, Westfälisches Musikarchiv Hagen
- 1975 Geschichte der Musik, 1. neubearbeitete Taschenbuchausgabe, Deutscher Literaturverlag Melchert, Hamburg

### Arrangements
- 1943 Carl Maria von Weber: Peter Schmoll, Singspiel in 2 Aufzügen. Neuer Text von Hans Hasse, musikalische Einrichtung von Hans Schnoor